# دخترم ایلدگارت
دخترم ایلدگارت (اسپانیایی: Mi hija Hildegart‎)، فیلمی اسپانیایی به کارگردانی فرناندو فرنان گومز است که در سال ۱۹۷۷ منتشر شد.
فیلم‌نامهٔ فیلم بر پایهٔ شهادت‌های «ادواردو دِ گوسمان» در دادگاه نوشته شد؛ و داستان به سال ۱۹۳۳ در مادرید بازمی‌گردد و ماجرای آئورورا و مسیری را بازگو می‌کند که وی را به کشتن دخترش ایلدگارت رودریگس کارباییرا کشاند، دختری که یک کودک نابغه، متخصص سکس‌شناسی و اندیشمندی ترقی‌خواهی بود. بسته‌شدن نطفهٔ این دختر نتیجه تصمیم و تفکر مادرش در اصلاح نژاد و به‌دنیا آوردن فرزندی بی نقص بود که بتواند الگویی برای «زن آینده» باشد.

## گزیدهٔ بازیگران
- آمپارو سولر لئال در نقش آئورورا[۳]
- کارمن رولدان در نقش ایلدگارت[۴]
- گیرمو مارین در نقش رئیس دادگاه[۴]